# Matteo Ferrantino
Matteo Ferrantino (* 1. März 1979 in San Giovanni Rotondo) ist ein italienischer Koch, der seit 2017 in Hamburg kocht.

## Werdegang
Matteo Ferrantino stammt aus Apulien und kochte im Restaurant Ikarus bei Roland Trettl im Hangar 7 in Salzburg. 2008 wechselte er zum Restaurant Vila Joya bei Dieter Koschina in Portugal, wo er Küchenchef war.
Im November 2017 wurde er Küchenchef im Restaurant bianc in Hamburg, mit Blick auf die Elbphilharmonie. 2019 wurde das Restaurant mit einem Michelinstern ausgezeichnet, 2020 mit zwei Michelinsternen.

## Auszeichnungen
- 2019: ein Michelinstern für das Restaurant bianc
- 2020: zwei Michelinsterne für das Restaurant bianc
- 2020: Aufsteiger des Jahres im Restaurantführer Gault Millau 2021[5]